# 美國國稅局稅表
美国国税局税表是美国的纳税人与免税机构向美国国稅局提供财务信息所使用的表格。这些表格用于申报收入、计算各种联邦税以及提供美国国内税收法（Internal Revenue Code）所规定的其他税务信息。国税局指定的各种税表与副表多达800余种。
常见的国税局税表包括有申报联邦个人所得税的1040表（非美国居民则使用1040NR表）、非营利组织使用的990表等。 很多表格还有简化版本，以供税务简单的个人或组织使用，如1040A、1040EZ、990-EZ等。第三方（如雇主、银行等）也会向纳税人及国税局提供一些有关纳税人的税务资料申报表，诸如金融机构提供的1098表（抵押贷款利息）、雇主提供的W-2表（工资及预扣税）等。